# Mur (Fribourg)
Pour les articles homonymes, voir Mur (homonymie).
Mur est une localité suisse du canton de Fribourg, située dans le district du Lac.

## Histoire
Mur (FR) constitue la partie orientale du village de Mur, traversé par la frontière cantonale Vaud (VD) - Fribourg (FR), située sur le territoire de l'ancienne commune de Haut-Vully, partie de la commune de Mont-Vully depuis 2016.
La partie occidentale du village formait la commune de Mur (VD) rattachée à la commune de Vully-les-Lacs en 2011. La division entre les seigneuries de Cudrefin et de Lugnorre semble remonter au XIVe siècle. La localité est une station lacustre néolithique ainsi qu'un site gallo-romain. Mur fit partie de la seigneurie de Lugnorre, passée à Morat en 1469, puis du bailliage commun de Morat jusqu'en 1798. Le village est rattaché à la paroisse réformée de Môtier. Un incendie eut lieu en 1676. Mur compte une maison vigneronne transformée en manoir par Jean-Rodolphe Fischer en 1760.

## Toponymie
1396 : Murs

## Démographie
Mur comptait 66 habitants en 1991.